# Дејвид Леми
Дејвид Леми (енгл. David Lemi; 10. фебруар 1982) професионални је рагбиста и репрезентативац Самое, који тренутно игра за енглеског друголигаша Бристол РФК. Иако ситан, одличан је играч због брзине и ниског тежишта. Био је други на листи стрелаца по постигнутим есејима у енглеском премијершипу у сезони 2005-2006, а у сезони 2006-2007 био је најбољи стрелац. У сезони 2008-2009 био је такође други на листи стрелаца, када су у питању постигнути есеји. Велики траг оставио је у Енглеској играјући за Бристол, Воспсе и Вустер, а једну сезону провео је и у шкотском Глазгову. За репрезентацију Самое играо је и у рагбију 7 и у рагбију 15. Био је део репрезентације Самое на 2 светска првенства (2007, 2011).